# Maison des Consuls - Musée d'arts et d'archéologie
La maison des Consuls est un musée d’arts et d’archéologie situé sur la commune des Matelles dans le département français de l'Hérault et la région Occitanie.

## Localisation
La maison des Consuls est située près de l’église Sainte-Marie dans la partie historique du village médiéval des Matelles.

## La maison des Consuls
La « maison des Consuls » a été construite au XIIIe siècle, près d’une des portes de l’enceinte fortifiée des Matelles. Le nom de l’édifice s’inspire de la République de Montferrand, instaurée en 1276 sur l’actuel territoire du pic Saint-Loup. Cette « République » s’apparente à une communauté villageoise regroupant douze paroisses unies pour obtenir franchises et libertés auprès de l’évêque de Maguelone. Tous les deux ans, ses électeurs se rassemblent dans l’église des Matelles pour désigner les syndics (entendre consuls) qui traiteront, sous l’autorité de l’évêque, des intérêts du Val de Montferrand.

## Le musée d’arts et d’archéologie
À l'initiative de Pierre Pannoux, archéologue, et Joseph Martin, maire des Matelles, le Musée du Pic Saint-Loup est créé en 1952. C'est le premier musée de Préhistoire à avoir vu le jour dans la région Languedoc-Roussillon. De 1979 à 2006, la gestion du musée a été transférée à la municipalité des Matelles. En 2007, la Communauté de communes du Grand Pic Saint-Loup assure le fonctionnement et le développement du Musée de préhistoire des Matelles qui bénéficie du soutien financier du Conseil général de l'Hérault. En 2015, la maison des Consuls a été rénovée en 2015 pour devenir un musée d’arts et d’archéologie. Les salles voûtées (ancienne bergerie) du rez-de-chaussée ont nécessité un aménagement particulier pour gagner de la hauteur. Le sol rocheux a été excavé pour accueillir les plus belles pièces de la collection archéologique. Il s’agit d’une exposition permanente, constituée par les résultats des fouilles entreprises par l’archéologue Pierre Pannoux dans les environs immédiats des Matelles.
L’appartement du premier étage de la maison des Consuls accueille des expositions temporaires et artistiques qui font le lien entre aujourd'hui et la préhistoire, ou le moderne et l’ancien.
Ainsi, l’exposition d’art contemporain de l’étage domine les collections archéologiques du rez-de-chaussée excavé. Le point commun serait le savoir-faire de l’homme et sa capacité à transformer son environnement.

## Réseau des musées
Le musée des Matelles fait partie du réseau des Musées d’Occitanie musees-occitanie.fr. Il est labélisé Musée de France.

## Galerie

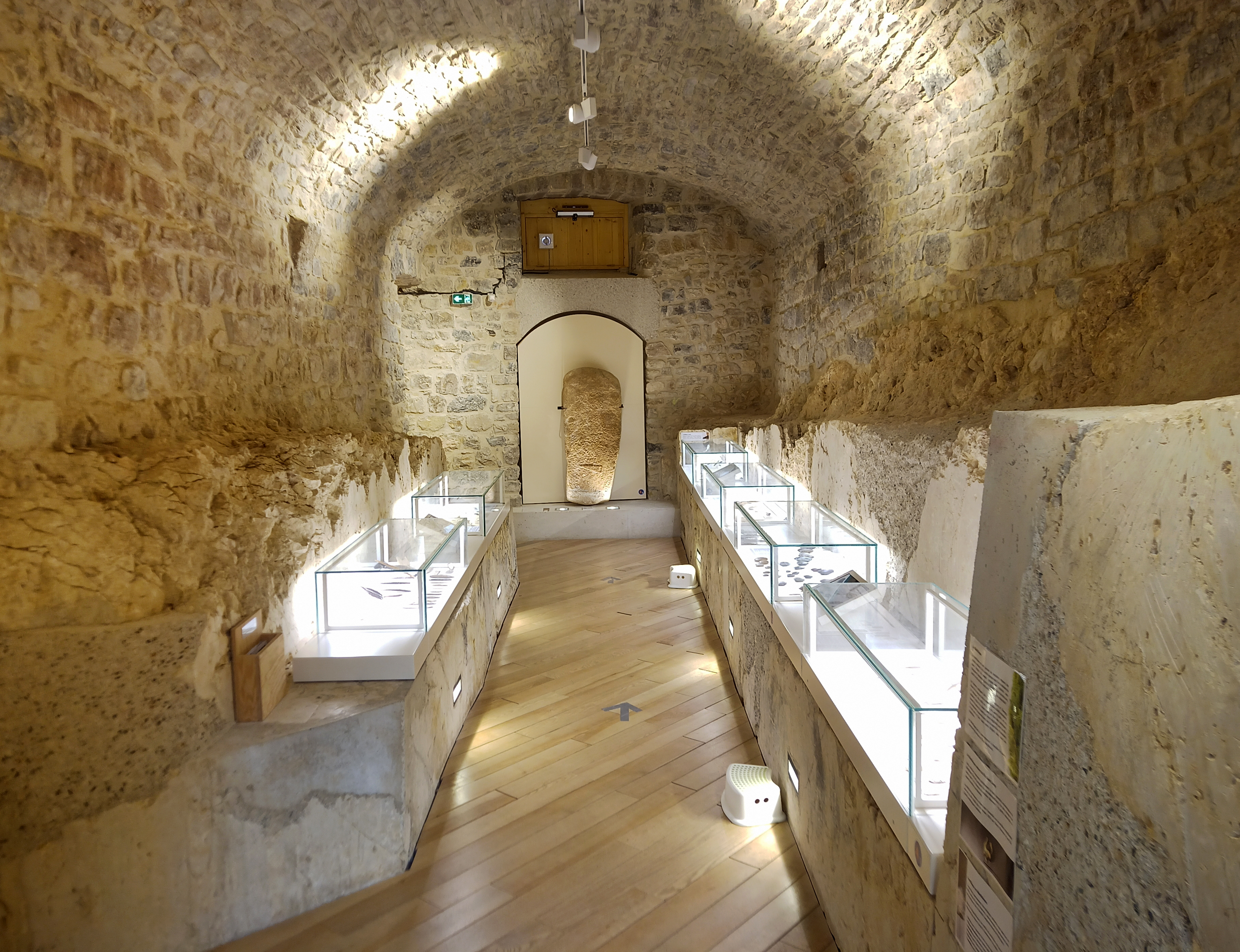
Vue générale de l'allée principale taillée dans le rocher.
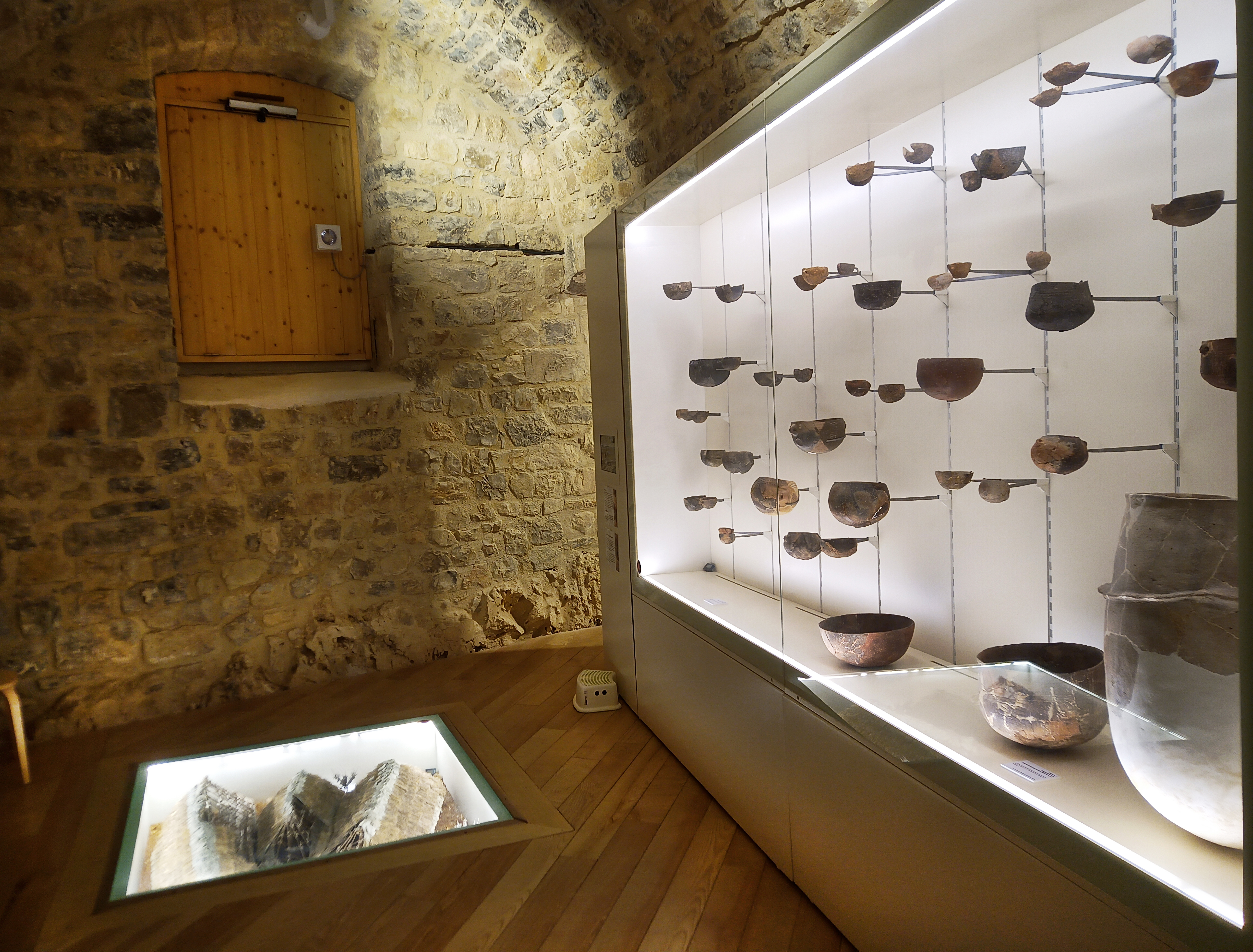
Vitrine dédiée à la poterie préhistorique.
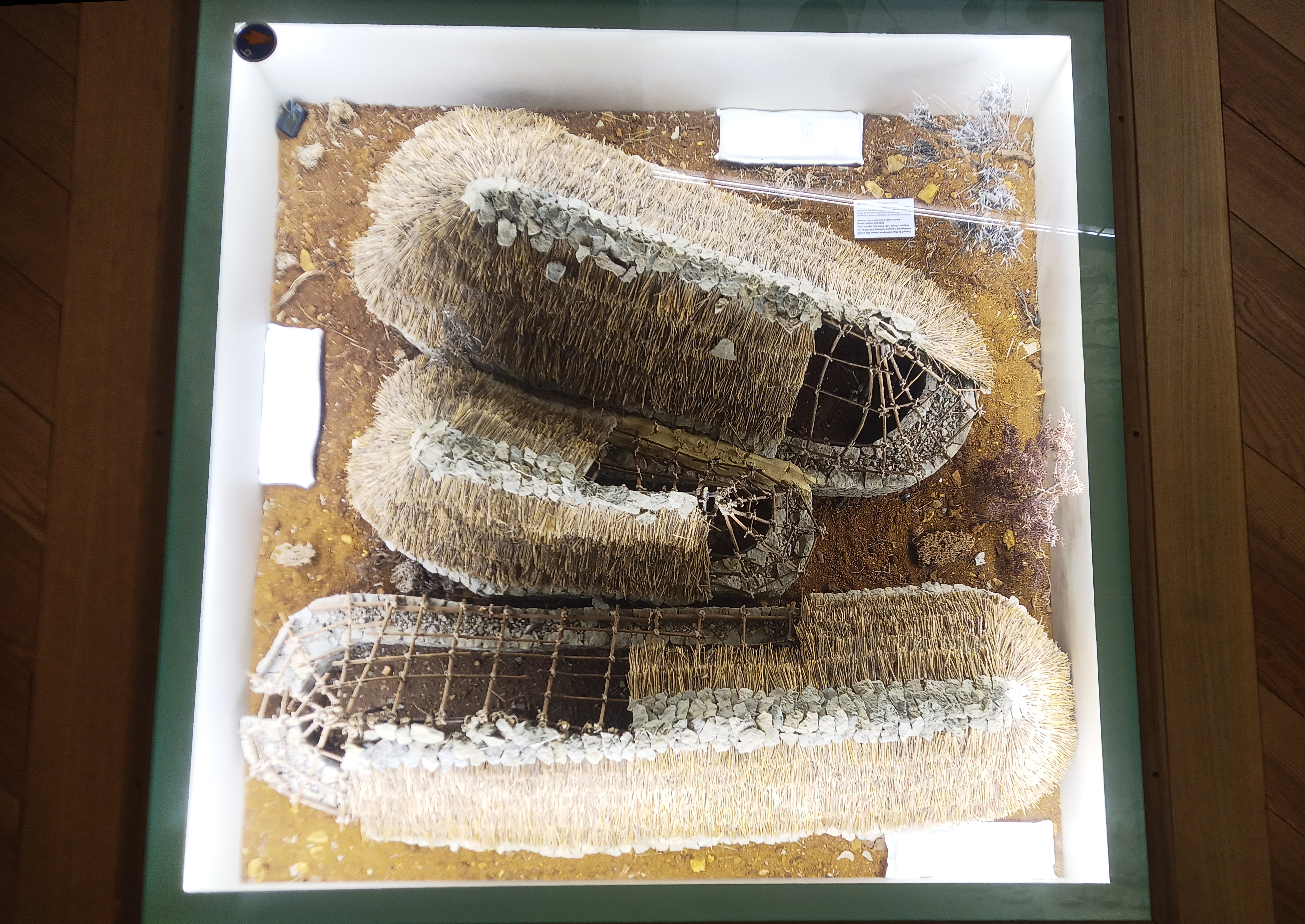
Reconstitution de cabanes néolithiques.
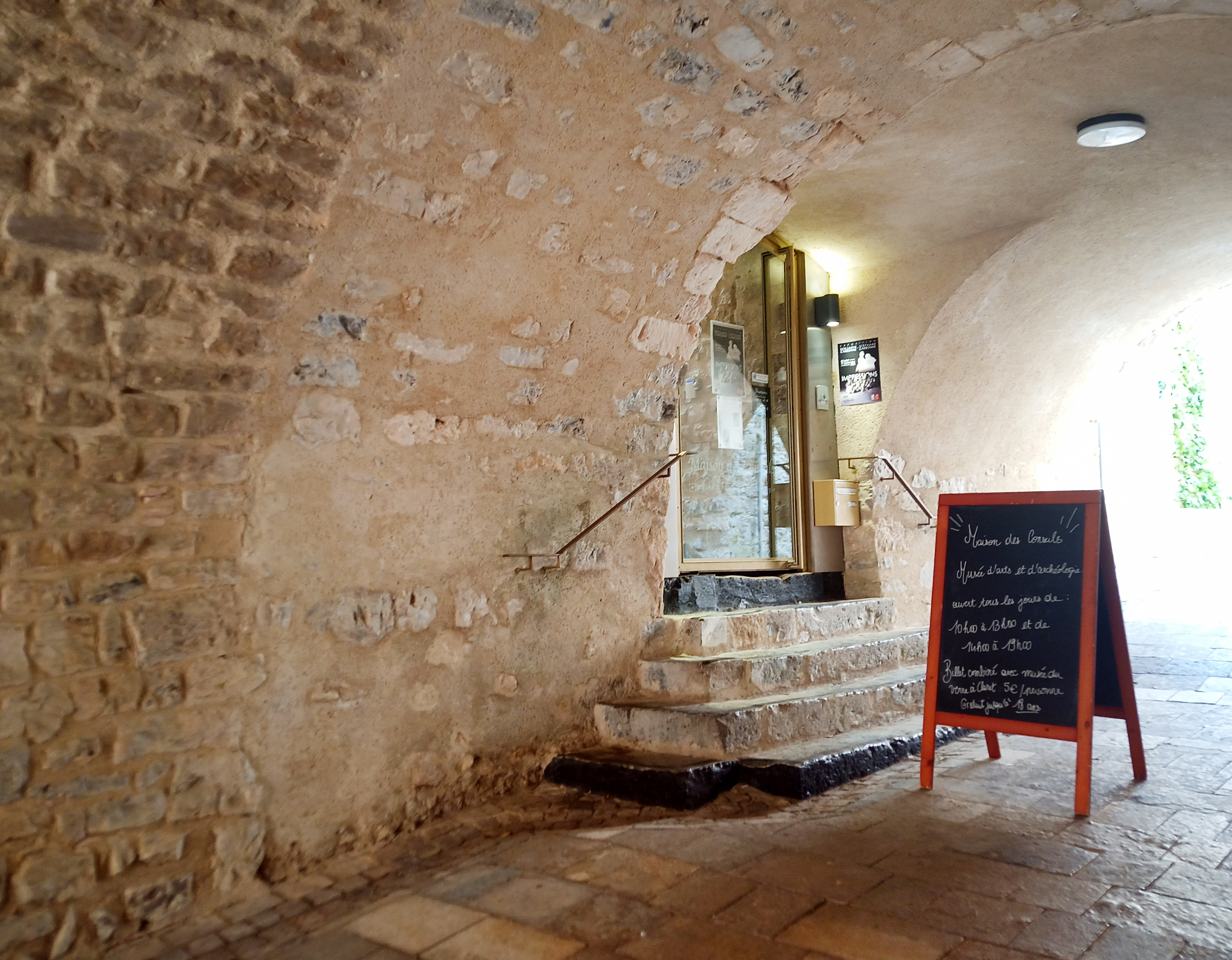
Entrée de la maison des Consuls.